# المهدي العباسي (شيخ أزهري)
محمد المهدي العباسي بن محمد أمين بن محمد المهدي الكبير، المولود عام 1243 هـ في الإسكندرية، كان مفتياً للديار المصرية، وهو أول من جمع بين منصبي الإفتاء ومشيخة الأزهر، واستمر بالإفتاء أربعين سنة. ومن مصنفاته: الفتاوى المهدية في الوقائع المصرية، سبعة أجزاء وهو مجموع فتاواه.

## بدايته
سلك محمد المهدي طريق العلم مثل جده وأبيه، فحفظ القرآن الكريم ومتون الفقه والحديث والنحو، وتردد على حلقات العلم، ولزم الشيخ إبراهيم السقا الشافعي والشيخ خليل الرشيد الحنفي، والشيخ الببتاتي وغيرهم، ولما تولى إبراهيم باشا بن محمد ولاية مصر استدعى محمد المهدي، وأصدر أمرًا بأن يتولى منصب الإفتاء في منتصف ذي القعدة (1264 هـ= 1847 م) خلفًا للشيخ أحمد التميمي المفتي السابق.
وكان محمد المهدي حين ولي هذا المنصب الجليل في الحادية والعشرين من عمره طالب علم يلازم حلقات العلماء لا يصلح للنهوض بأعباء الفتوى على الرغم من ذكائه الحاد واجتهاده في تحصيل العلم، بل إنه حين استدعي لتولي هذا المنصب كان في حلقه الشيخ السقا يتلقى عليه.
لكن السياسة وأهواءها قد تحيف عن الحق، وتعدل عن العقل والحكمة، وتقدم على الغريب من الأعمال، وهذا ما كان من أمر إبراهيم باشا الذي كان في زيارة إلى عاصمة الخلافة العثمانية ليتسلم من السلطان مرسوم ولايته على مصر، وتقابل هناك مع شيخ الإسلام عارف بك، فأوصاه خيرًا بذرية الشيخ محمد المهدي الكبير، وأن يولي منهم من يصلح لمنصب أبيه، فاستجاب إبراهيم باشا لوصية شيخ الإسلام وحرص على استرضائه، فعزل المفتي القديم، وأقام محمد المهدي في منصبه، وهو لا يزال غض الإهاب، لم يتجاوز مرحلة طلب العلم.
وحلًا لهذا المعضلة عُقد للمفتي الجديد مجلس بالقلعة حضره مصطفى العروسي شيخ الجامع الأزهر وكبار العلماء، واتفقوا على تعيين أمين للفتوى يقوم بشئونها حتى يتأهل صاحبها، ويباشرها بنفسه.
ولم يفقد المنصب الجليل الحكمة لدى المفتي الشاب ويظن أنه تولاه عن جدارة واستحقاق، فانكب على القراءة والدرس حتى يكون أهلا لما اختير له، وما هي إلا سنوات معدودة حتى أصبح جديرا بالمنصب، مؤهلا للتدريس في الأزهر بين فحول العلماء، وكان يدرس لطلابه كتاب الدر المختار وهو من أهم مصادر الفقه الحنفي، وغيره من أمهات الكتب، وجمع المفتي إلى جانب العلم وسعة الاطلاع ودقة الفهم ورعًا وزهدًا وصلاحًا، فلم يخشَ في الحق لومة لائم، ويصدع بالحق دون خوف أو وجل، فحين أراد عباس الأول والي مصر أن يستولى على ثروة أسرة محمد علي بحجة أنه جاء إلى مصر لا يملك دينارًا أو درهما، وأن ما في أيدي أسرته إنما هو مال الأمة يجب رده إليها، وقف له المفتي وامتنع عن إصدار فتوى تبيح للوالي الإقدام على مثل هذا العمل، فحاول إكراهه وتهديده، فازداد امتناع الشيخ ولم يأبه لتهديدات الوالي.

## توليه مشيخة الأزهر

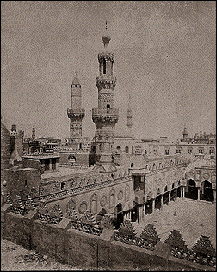
جامع الأزهر

وفي عهد الخديوي إسماعيل تولى محمد المهدي الأزهر سنة (1287 هـ= 1870 م) خلفًا للشيخ مصطفى العروسي، مع احتفاظه بمنصب الإفتاء، فكان أول من جمع بين المنصبين وأول حنفي يتولى مشيخة الأزهر، وكان عادة يتولى المشيخة العلماء من أصحاب المذهب الشافعي، وهو يعد أصغر من تولى المشيخة في تاريخها المديد.
وكان الشيخ عند حسن الظن، فباشر عمله بكل حزم ونشاط، وشرع في تنظيم شئون الأزهر الإدارية والمالية، وأعاد لأهل الأزهر ما كان لهم من رواتب شهرية وسنوية، وتشدد في إنفاق أموال الأوقاف على مستحقيها وفق الشروط التي وضعها الواقفون.
ثم استصدر قرارا من الخديوي بوضع قانون للتدريس بالأزهر، فاستجاب له، وكان هذا أول خطوة في إصلاح نظم الأزهر وتطوير الدراسة به، واختيار القائمين على التدريس به وفق شروط موضوعية، وكان المعتاد أن يجلس للتدريس بالأزهر من يجد في نفسه قدرة على التدريس، فإذا أقره شيوخه على هذا بعد حضور دروسه استمر في عمله، وكانت هذه الطريقة ينفذ من خلالها من ليس أهلا للتدريس بفعل المجاملة والتساهل.
واقتضى النظام الذي قدمه شيخ الأزهر أن يمتحن الطالب الذي يرغب في الجلوس للتدريس أمام لجنة من ستة من كبار علماء الأزهر، ويكون الامتحان في أحد عشر علمًا من العلوم المتداولة بالأزهر، وهي: التفسير، والحديث، والتوحيد، والفقه، وأصوله، والنحو، والصرف، والمعاني، والبيان، والبديع، والمنطق.
وقبل أن يعقد له الامتحان يشهد له ثمانية من مشايخه على أقل تقدير أنه جدير بالالتحاق بزمرة العلماء، ويحدد له درس في كل فن من الفنون يتولى إعداده، ثم يقوم بعرضه أمام اللجنة المشكلة لاختباره، والتي تسمع درسه، وتتولى هي سؤاله وعليه أن يقنع الحاضرين بأنه قد هضم مسائل العلم التي يطرحها عليهم، فإذا أجاب في كل فن ونال ثناءهم، منح تقديرًا من الدرجة الأولى، وإذا أجاب في أكثر الفنون نال تقديرًا من الدرجة الثانية، وإذا أجاب في أقل من ذلك منح تقديرًا من الدرجة الثالثة.
وكان الامتحان عسيرًا، لا يجتازه إلا من استعد له تمامًا ونجح في إقناع الستة الممتحنين، ولذلك كان كثير من المتقدمين لا يجتازون هذا الامتحان من المرة الأولى، بل تتعدد محاولتهم للحصول على تقدير اللجنة، وكان أغلبية الناجحين من أصحاب الدرجة الثالثة، وبتطبيق هذا النظام كان الشيخ محمد المهدي هو أول من سن قانونًا بتنظيم الامتحان في الأزهر.

## أسود قصر النيل

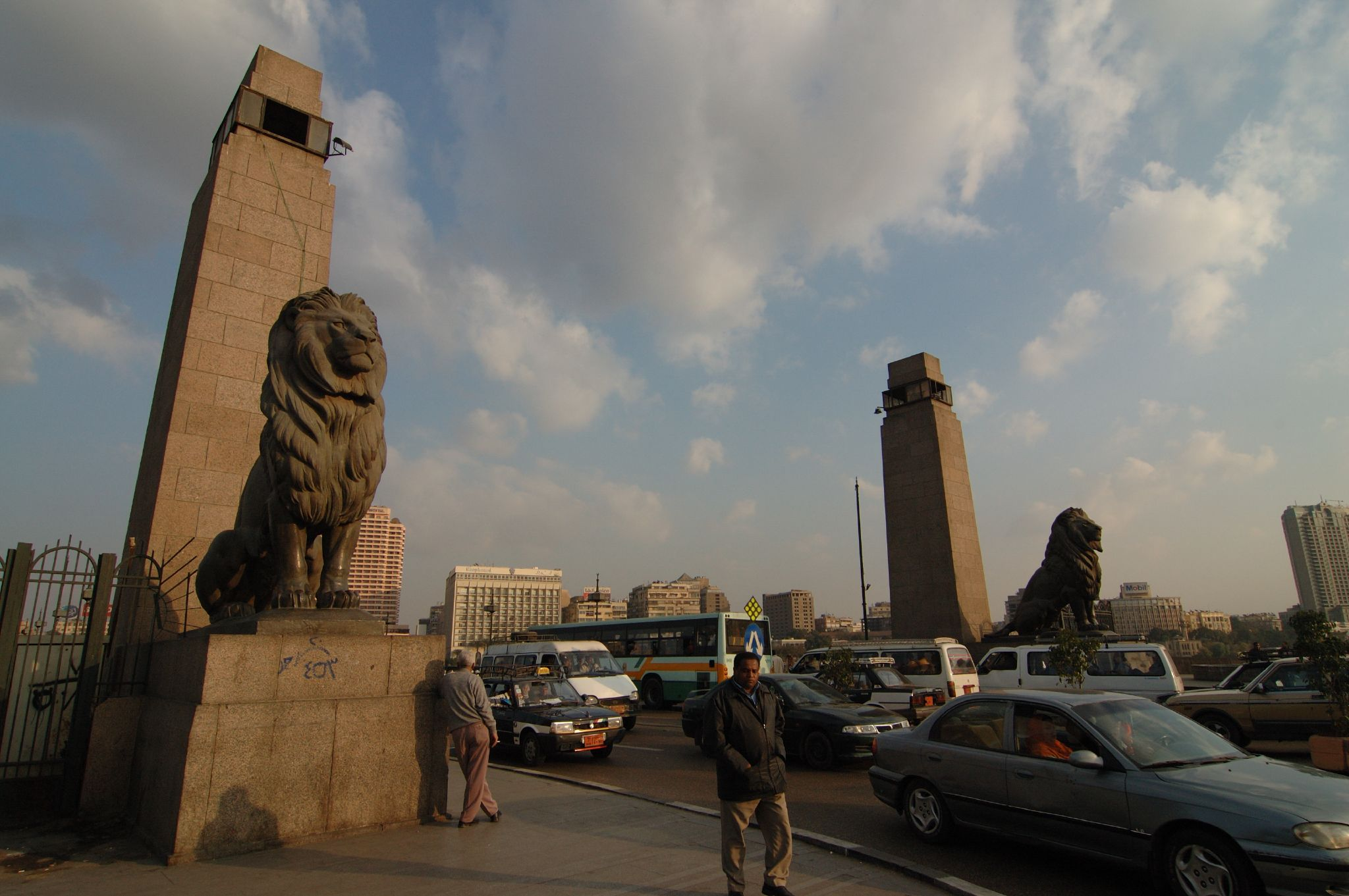
مدخل الكوبري

تعرضت أحد الدراسات المستشرقة (دراسة للمستشرق الهولندي رودلف بيترز) لأهمية كتاب الفتاوى المهدية، وضربت لذلك نموذجا بفتوى أصدرها الإمام الأكبر الشيخ المهدي بتاريخ 16 من شوال سنة 1299 هـ (الموافق 31 من أغسطس سنة 1882)، في تاريخ سابق مباشرة على تعدي بريطانيا على الديار المصرية وزحف قواتها صوب العاصمة، فرد على سؤال موجه حول مدى شرعية إقامة التماثيل (تمثال إبراهيم باشا في ميدان الأوبرا والأسود المقامة بمدخل كوبري قصر النيل)، فأجاب الإمام بما مفاده أن إقامة هذه الصور والتماثيل مكروه كراهة تحريمية وإن كان قد أضاف في فتواه، في حاشية، أن إزالة كل منكر في البلاد وتجنب الحكم بغير ما أنزل الله لهو أمر آكد، أي أشد توكيدا، من إزالة الصور والتماثيل.
وأكدت الدراسة، ان المفتي يكون فيما أكده قد أضاف، ولأول مرة، تعقيبا إلى فتوى يصدرها لا يتصل بطبيعة الموضوع الذي ينظره، وان ذلك كان إدراكا من الإمام بأن المطلوب كان استعمال، أو بالأحرى استغلال موقف معين وصبغه بصبغة دينية وصولا إلى تحقيق أهداف سياسية محضة، وهي زعزعة الثقة بالحاكم القائم وقتذاك، في حين أن العدو الغاصب كان على الأبواب منتهكا ديار الإسلام، وانتهى المستشرق إلى أن الإمام فطن إلى خبيئة السؤال فكان الرد مناسبا للمقام، وتفويتا على السائل ما كان يهدف إليه من تحقيق أمور سياسية متسترا خلف دعوى الحفاظ على الشريعة.

## في مواجهة الخديوي إسماعيل
أراد الخديوي إسماعيل أن يلحق للأوقاف الأهلية بالأوقاف العمومية ليسهل الاستيلاء عليها، حيث كان ناظرًا عليها، ورغب في أن يعوض أربابها بما يكفل لهم معاشهم، وسأل الفتيا في ذلك فأفتاه بعض العلماء بجواز ذلك، فكان ذلك مسوغًا له ليشيد في طلب موافقة الإمام الذي أعلن رفضه لما يطلبه الخديوي، ولم يخضع لتهديداته قائلا:
إنه ليسهل عليه تجرده مما يملك وما ورث عن آبائه على أن يعلن أنه حكم بغير ما أنزل الله، وأنه حابى بدينه، أو راعه التهديد، ولم يعد أمام الخديوي سوى أن يعقد جلسة للعلماء؛ لبحث شرعية ما ينوي الإقدام عليه، وانتهى الرأي بالحاضرين من العلماء إلى صواب ما ذهب إليه الإمام الأكبر، فارتفعت مكانته وزادت هيبته بين الحكام.

## موقفه من عزل الخديوي توفيق
لم يزل الشيخ الكبير موضع إجلال وتقدير من كافة طوائف الناس حتى قامت الثورة العرابية فلم يتجاوب معها، فطلب عرابي من الخديوي توفيق عزله، فأجابه إلى ما طلب، وعزله في (المحرم 1299 هـ= 1881 م)، ولما اشتدت الثورة العرابية كتب العلماء وقادة الثورة قرارا بعزل الخديوي توفيق، وطلبوا منه التوقيع على البيان، فرفض فلما اشتدوا عليه في الطلب قال لهم: «أنا لا أوقع بيدي، فإذا كان في الأمر غضب، فإن خاتمي معي فخذوه ووقعوا أنتم بأيديكم كما تشاءون» ولعله كان يرى أن الذي يملك عزل الخديوي هو الخليفة العثماني.
ولما فشلت الثورة العرابية وعاود الخديوي توفيق إلى الحكم أعاد الشيخ إلى منصبة في (18 من ذي القعدة 1299 هـ= 2 من أكتوبر 1882 م) تقديرًا منه لعلمه وفضله، غير أن ذلك لم يمنع الشيخ من أن يعقد جلسات في بيته يؤمها بعض الكبراء والعلماء، يتكلمون في السياسة ويظهرون سخطهم على الاحتلال البريطاني وعلى ممالأة الحكومة المصرية له، فلما نمى ذلك إلى الخديوي توفيق غضب غضبًا شديدًا، وزاد من ذلك أن نوبار باشا رئيس النظام اشتكى الخديوي أن شيخ الأزهر يعارض أحكام القضاء، وأنه يتدخل في اختيار القضاة الشرعيين، وكان الشيخ يراعي في اختيارهم العلم والأمانة والدقة، ويحميهم من تدخل الحكام.
فلما لامه الخديوي توفيق في إحدى المناسبات وخاطبه بغلظة أن لا يتدخل فيما لا يعنيه، أجابه الشيخ في عزة بأن طلب إعفاءه من المنصب بحجة أنه كبر سنه ولم يعد يتحمل أعباء الأزهر، فغضب الخديوي من رد الإمام الذي لم يكن يتوقعه، فقال له مستفهمًا: ومن الإفتاء أيضًا؟ فقال له نعم، ثم انصرف الشيخ، فأمر الخديوي بتعيين الإمام الإنبابي شيخًا للأزهر خلفًا للإمام المهدي في (3 من ربيع الأول 1304 هـ= 30 من نوفمبر 1886 م).

## أيامه الأخيرة
ظل الشيخ محل تقدير وإجلال ومصدرًا للفتوى بين الناس لما عرف عنه من تقوى وصلاح، وكرمته دولة الخلافة العثمانية، فمنحه الباب العالي كسوة التشريف من الدوحة الأولى، والوسام العثماني الأول سنة (1310 هـ= 1892 م) وفي سنوات عمره الأخيرة أصيب بالفالج (الشلل) وهو يتوضأ لأداء الصلاة، وظل مريضًا نحو أربع سنوات حتى لقي الله في (13 من رجب 1315 هـ= 8 من ديسمبر 1897 م).
وقد أسفرت الأربعون عامًا التي قضاها في منصب الإفتاء عن سبعة مجلدات كبيرة ضمت فتاوى بعنوان: الفتاوى المهدية في الوقائع المصرية وهي تضم ثروة فقهية هائلة، وهي من أهم المصادر في الإفتاء، وطبعت في القاهرة سنة (1301 هـ= 1883 م). وقد أعيد طبع هذا الكتاب الهام عام 2001 بمعرفة حفيد الشيخ المهدي المستشار محمد أمين المهدي.